# 马克西姆·法捷耶夫
马克西姆·亚历山德罗维奇·法捷耶夫（俄语：Макси́м Алекса́ндрович Фаде́ев，1968年5月6日—），出生于前苏联库尔干州的库尔干市。是一名俄罗斯歌手，作曲家和音乐制作人。